# Phryxe fatua
Phryxe fatua là một loài ruồi trong họ Tachinidae.